# Иасу
Иасу (порт. Iaçu)  —  муниципалитет в Бразилии, входит в штат Баия. Составная часть мезорегиона Северо-центральная часть штата Баия. Входит в экономико-статистический микрорегион Итабераба. Население составляет 30 278 человек на 2006 год. Занимает площадь 2442,840 км². Плотность населения — 12,4 чел./км².

## Статистика
- Валовой внутренний продукт на 2003 год составляет 53 380 463,00 реалов (данные: Бразильский институт географии и статистики).
- Валовой внутренний продукт на душу населения на 2003 год составляет 1811,84 реалов (данные: Бразильский институт географии и статистики).
- Индекс развития человеческого потенциала на 2000 год составляет 0,592 (данные: Программа развития ООН).